# Гликас, Аристидис
Аристидис Гликас (греч. Αριστείδης Γλύκας; 1870, Врондадос или Османская империя — 6 апреля 1940, Пирей или Греция) – греческий художник-маринист конца XIX — начала XX веков. Автор большого ряда работ наивной живописи.

## Биография

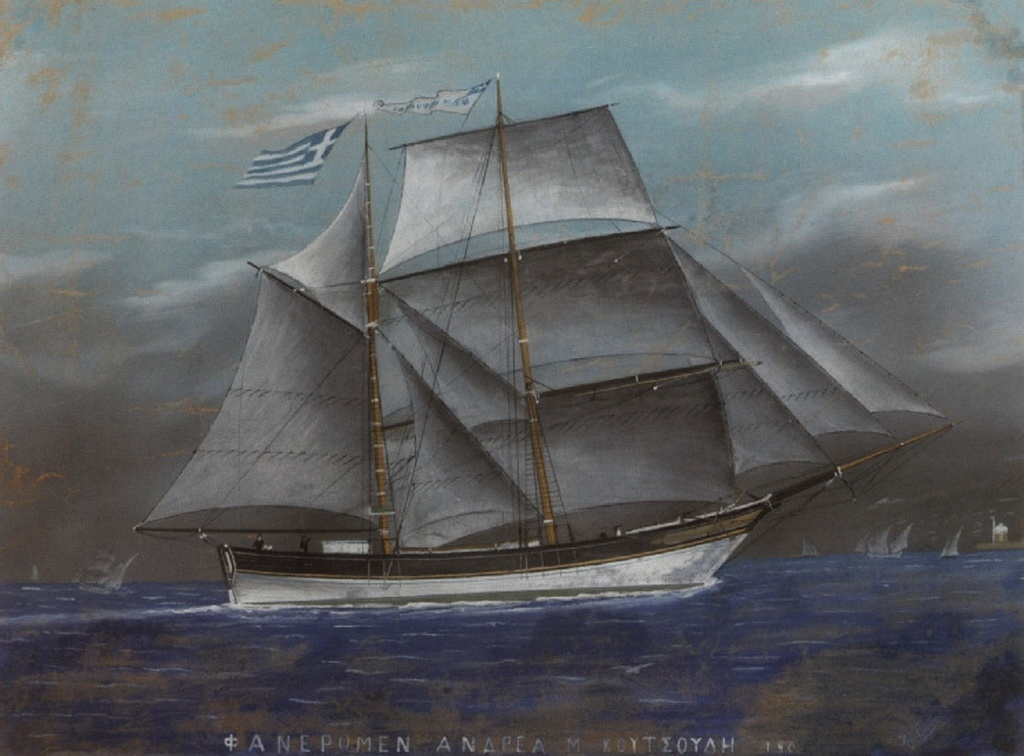
Парусник «Фанеромени». (1909)

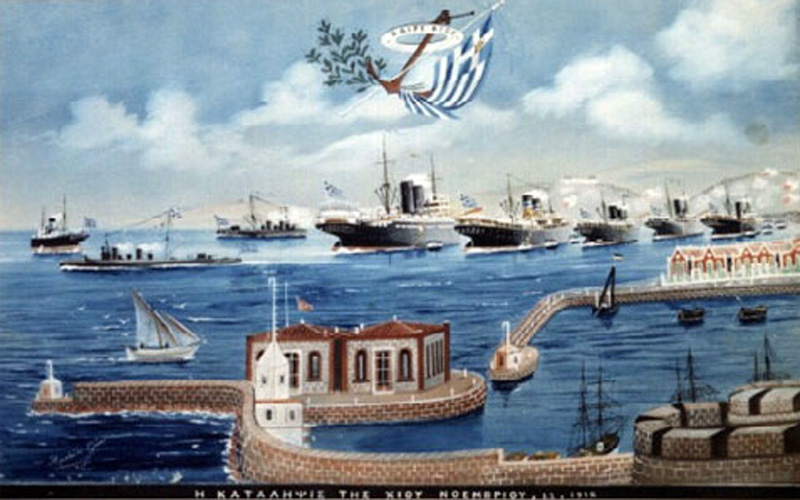
Освобождение Хиоса. (1912)

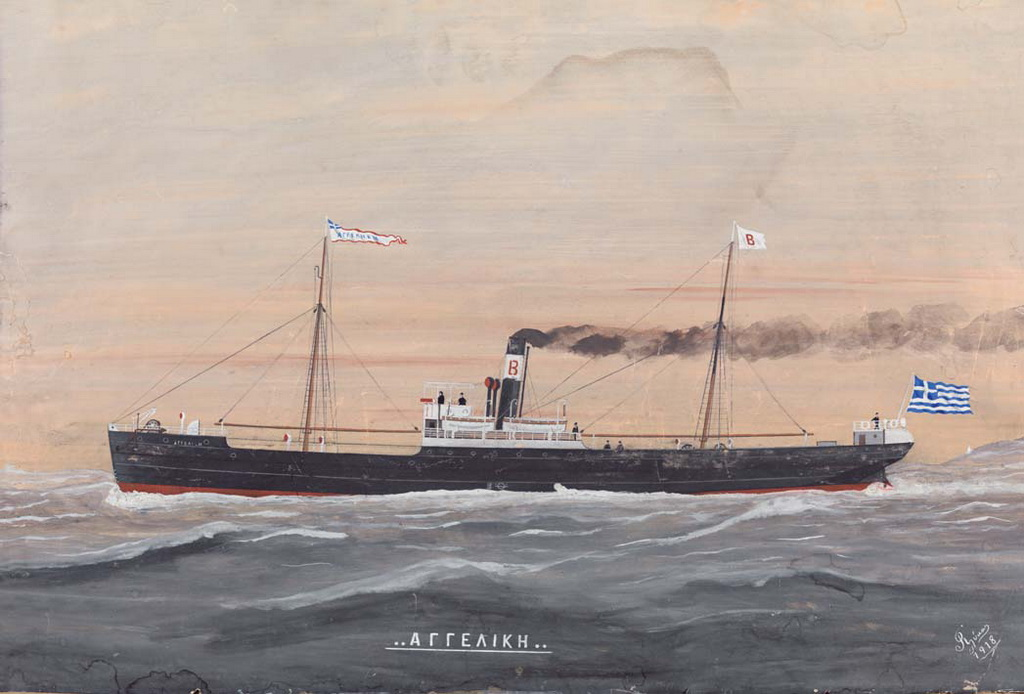
Пароход «Ангелики». (1918)

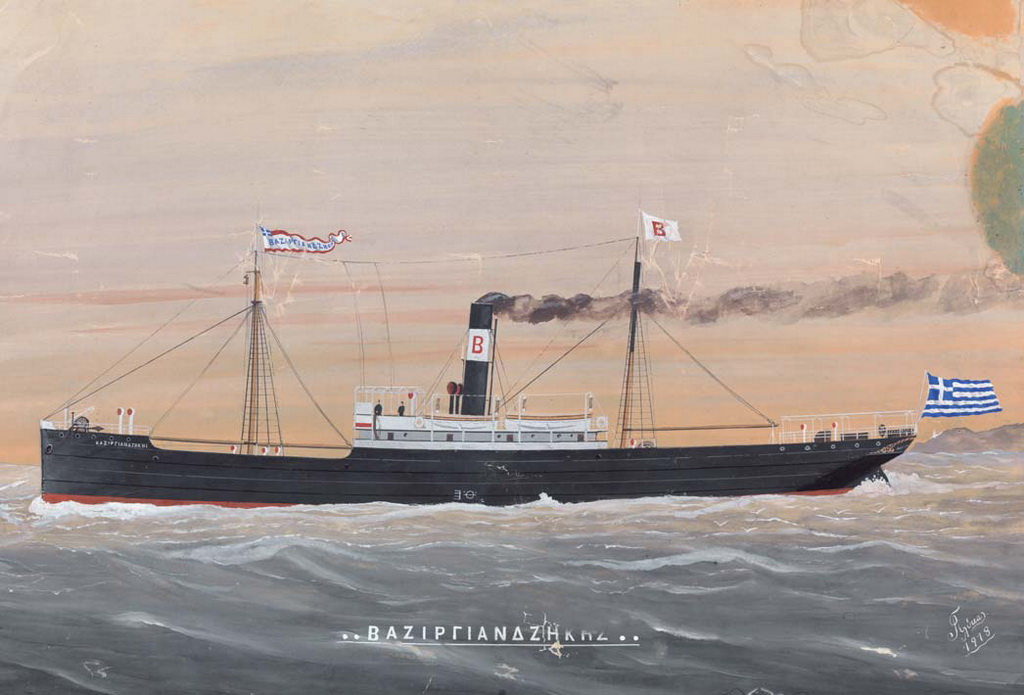
Пароход «Вазиряндзикис». (1918)

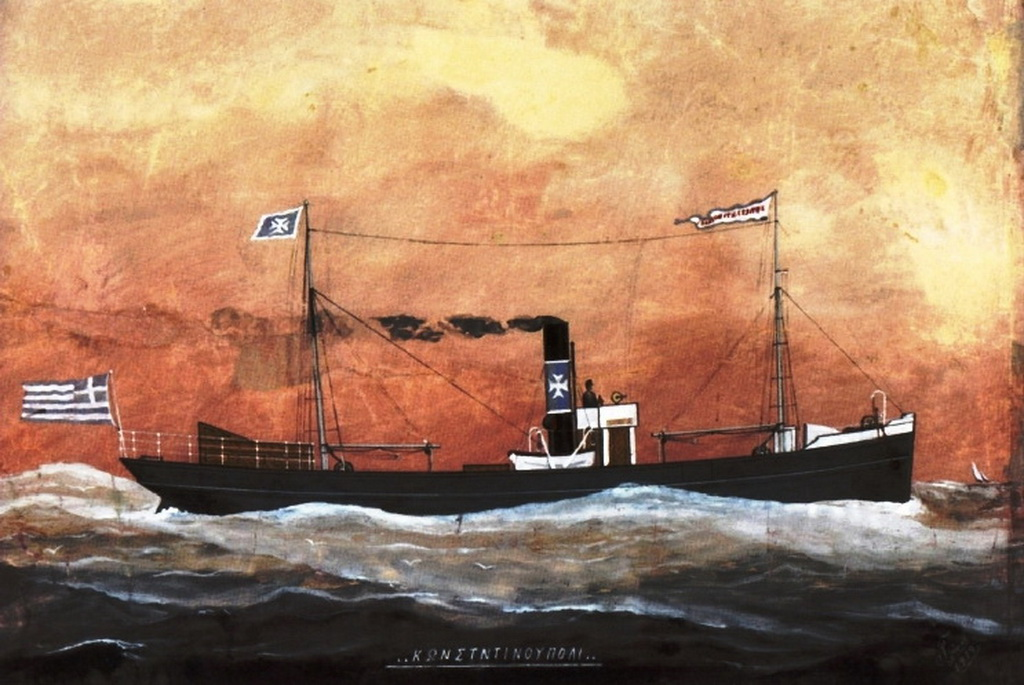
Пароход «Константинополь». (1919)

Аристидис Гликас родился в городке Врондадос, на восточном побережье острова Хиос в 1870 году. В тот период остров ещё находился под османским контролем. 
Закончил три класса начальной школы. 
Как и многие его земляки, стал моряком. Проявил склонность к живописи, но нигде не учился и остался самоучкой. Писал в основном картины кораблей. 
Оставил море в 1907 году, в возрасте 37 лет, приняв решение систематически заняться писанием картин парусников и пароходов. 
Быстро получил известность в кругах торгового флота и  среди своих земляков. Вместе с известностью получил постоянные заказы. 
Время от времени писал также пейзажи, но в своём большинстве, как это было с константинопольской Святой Софией, эти работы выполнены с фотографий. 
Написал также несколько морских батальных картин, включая картину, посвящённую освобождению от турок греческим флотом его родного острова 11 ноября 1912 года. 
Вернулся на Хиос после освобождения острова и жил и работал в Вронтадос до 1916 года. 
В 1916 году вновь обосновался в Пирее. 
Заслуженно именовался самым достойным и продуктивным «корабле-художником» в Греции. 
Большинство его сохранившихся работ – акварели. 
Лишь к концу своей жизни иногда писал маслом. 
В углу картины Гликас указывал имя судовладельца, капитана, тип корабля, а также эпизод из жизни корабля. 
Однако немногие из его современников понимали художника и признавали его талант. 
К 1928 году он продавал каждую свою картину за 25 драхм – чуть больше 1 британского фунта стерлингов. К 1938 году он продавал свои работы за 100 драхм. 
Аристидис Гликас умер в Пирее 6 апреля 1940 года. 
Именем Аристида Гликаса на Хиосе названа улица.

## Сегодня
Своей сегодняшней известностью художник в значительной степени обязан профессору Афинского университета Стергиосу Фасулакису. Художник стал знаменитым после выхода в 1968 году книги Фасулакиса «Аристидис Гликас. Корабле-художник из Вронтадос («Ο εκ Βροντάδου πλοιογράφος Αριστείδης Γλύκας», Αθήνα, 1968). 
Профессор Фасулакис считает, что, хотя Гликас был самоучкой, он не был «наивным» художником. 
Располагая даром наблюдательности и талантом выразительности, Гликас писал «портреты кораблей». 
Работы Гликаса запечатлели большой ряд кораблей парусно-паровой эпохи греческого торгового флота и вызывают большой интерес морского общества. 
Работы художника хранятся и выставляются в морских музеях островов и городов Эгина, Галаксиди, Кефалиния, Милос, Инуссес, Пирей, Саламин, Ханья, Хиос 
в фольклорном музее Ии, в культурном центре его родины, Вронтадос, и многих частных коллекциях, в особенности в многочисленной морской общине Греции. 
Примечательно, что работы самоучки Гликаса выставляются на аукционах произведений искусств наряду с работами известных греческих живописцев XIX и XX веков.